# LUC3M
LUC3M, pronunciado “lúcem”, es el acrónimo de distribución Linux de la Universidad Carlos III de Madrid. Una distribución GNU/Linux pensada para llegar a las personas que están comenzando o desean familiarizarse con el mundo del software libre.
LUC3M ha sido desarrollada por el grupo CRISOL (Centro de Recursos de Información y Software Libres) de la Universidad Carlos III de Madrid y está diseñada para usuarios sin especiales destrezas tecnológicas incorporando: documentación de ayuda en los primeros pasos, FAQ, multitud de asistentes y herramientas de configuración, etc.
Esta característica, sumada a la portabilidad del formato Live-CD, la detección automática de la configuración Hardware de la máquina y la gran cantidad de aplicaciones “listas para usar”, hacen de LUC3M una herramienta útil para aquellas personas que deseen iniciarse o mejorar sus capacidades y destrezas tecnológicas, así como aquellas entidades que deseen hacer uso de una Distribución GNU/Linux), sin necesidad de poseer formación técnica avanzada en este tipo de sistemas.
La versión más reciente es la 2007 (Dudo) fue lanzada el 9 de enero de 2008.

## Características
LUC3M ha sido desarrollada por el grupo CRISOL (Centro de Recursos de Información y Software Libres) que forma parte del Servicio de Informática de la Universidad Carlos III de Madrid y algunas de sus características distintivas son:

### Características comunes
- Portabilidad: LUC3M proporciona hasta cuatro escritorios, completamente configurados, con distintos requisitos en cuanto a recursos HW. De este modo, el cliente con menos recursos podrá seleccionar un escritorio más ligero, acorde con los disponibles en su máquina.
- Universalidad en Aplicaciones. Proporciona gran cantidad de aplicaciones:
  - De carácter general: pensadas para cualquier usuario (navegador, lector de correo, reproductores multimedia, etc.).
  - De carácter específico: pensadas para usuarios técnicos (compiladores, entornos de desarrollo, etc.).
  - Herramientas de configuración (asistentes): pensadas para facilitar la administración y configuración (configuración de red, configuración de usuarios, entorno de escritorio, etc.).
- Facilidad de Uso: 
  - Incorporando asistentes y herramientas de configuración antes mencionadas.
  - Incluyendo documentación, disponible tanto en Windows como en la propia Distribución (introduciendo el CD en Windows o iniciando la Distribución), pensada para ayudar al usuario NO familiarizado con el entorno, en sus primeros pasos con el sistema.
  - Proporcionando ayudas emergentes y aplicaciones configuradas automáticamente
  - Haciendo uso de sistemas de autodetección, autoconfiguración y automontaje de HW.
  - Proporcionando gran cantidad de utilidades, librerías, codecs de audio y vídeo, etc.
- Compatibilidad, se ha potenciado en todo lo posible la compatibilidad con otros Sistemas Operativos (principalmente Windows), formatos de archivo (documentos, audio, vídeo, etc.), sistemas de ficheros (FAT12, FAT16, FAT32, NTFS rw, etc.).

### Características propias de LUC3M v1, v2 y v3
- Ofrece la posibilidad de iniciar desde el lector de CD una Distribución completa, con una gran cantidad de aplicaciones listas para usar y sin necesidad de instalar o modificar la configuración del equipo cliente.

### Características propias de LUC3M 2007
- La actual versión de LUC3M, LUC3M 2007, difiere de sus predecesoras en que depende de la nueva distribución Ubuntu 7.10 Gutsy Gibbon, de este modo, el DVD de LUC3M se ha centrado en el conjunto de aplicaciones y puede ser configurado como un repositorio de software. La funcionalidad de instalación o ejecución Live queda a cargo de la distribución Ubuntu.
- Contiene además una recopilación de software libre para Windows denominada WinSOL'07. Por medio de un sencillo menú se puede acceder a diferentes categorías y proceder a la instalación de software útil tanto para el trabajo diario como para otras actividades más específicas.

## Conjunto de aplicaciones

### Aplicaciones de carácter general
El conjunto de aplicaciones generales instaladas puede resumirse en:
- Escritorios (KDE, Gnome, IceWM y XFCE4)
- Accesorios (Calculadora, compresor de archivos, diccionario, bloc de notas,…)
- Gráficos (Visor de imágenes, diseño gráfico y fotográfico, …)
- Herramientas del Sistema (Administrador de archivos, configuración de red, gestión de usuarios, …)
- Internet (Navegador web, lectores de correo, chat, cliente FTP, configuración de conexión ADSL, videoconferencia, …)
- Juegos (Buscador de minas, Frozen Bubbles, Mahongg, Solitarios, …)
- Multimedia (Reproductores de audio y vídeo, grabación de CD/DVD, mezcladores de sonido, extracción de pistas de audio, …)
- Oficina (Planificación de proyectos, editor de textos, hoja de cálculo, editor de presentaciones, editor de páginas web, …)

### Aplicaciones de carácter específico
- Diseño gráfico (Diseño CAD 2D, diseño y renderización 3D, editor de diagramas...)
- Electrónica (analizador de circuitos, analizador de redes eléctricas,diseño de circuitos eléctricos y electrónicos, simulación de procesos técnicos, simulador de circuitos digitales, trabajo con EPROMs, visualizador de archivos PCB...)
- Estadística (Análisis econométrico avanzado, lenguaje estadístico, interfaz para R...)
- Inteligencia Artificial (Sistemas de producción integrados, intérprete prolog, intérprete Common-Lisp, simulador de Redes Neuronales, simulador Máquina de Turing...)
- Matemáticas (Álgebra, editor de funciones, gráficas 2D/3D, alternativa Matlab, simulador de ábaco, edición de textos científicos...)
- Programación(Ayuda para desarrolladores, depurador, diagramas UML/E-R, editor de ontologías, editor hexadecimal, editor interfaces GTK, editor multiusos, emulador MIPS, intérprete Python, IDE Java, IDE C, IDE Ada, IDE Mono, IDE Scheme, IDE HTML, IDE Visual Basic, IDE Python...)
- Química (Modelado químico, tabla periódica, visualizador de moléculas...)
- Redes (Analizador de redes, analizador de tráfico Wireless, simulador de redes...)

## Lanzamientos
| Versión               | Fecha de lanzamiento     | Nombre en clave       | Novedades                                                                                      |
| --------------------- | ------------------------ | --------------------- | ---------------------------------------------------------------------------------------------- |
| Candidata 1 versión 1 | 15 de noviembre de 2004  | Candidata 1 versión 1 | - Primera versión estable de la distribución Luc3m, que no permitía instalación.               |
| v2 Live               | 29 de septiembre de 2005 | v2 Live               | - Segunda versión en formato LiveCD que tampoco permitía instalación.                          |
| v2                    | 1 de octubre de 2005     | v2                    | - Segunda versión con la capacidad de poder ser instalada.                                     |
| v3                    | 27 de febrero de 2006    | v3                    | - Tercera versión que también permite instalación.                                             |
| 2007                  | 19 de abril de 2007      | Dudo                  | - Cuarta versión que no es LiveCD. - Depende de Ubuntu 7.10 Gutsy Gibbon. - Incluye WinSOL'07. |
| 2008                  |                          |                       |                                                                                                |

| versión antigua | versión actual | en desarrollo |